# Tuba
Per la ciutat santa del Senegal, vegeu Touba
La tuba és un instrument aeròfon, de vent-metall constituït per un tub cònic de més de tres metres de llarg i normalment d’aleacions de coure. El tub és blegat sobre ell mateix i amb perforació cònica, perforació que es fa especialment ampla cap a la part del pavelló, conegut com a campana. Pel que fa a l’afinació en tenim en Do/Fa/Mib/Sib.
S'anomena sovint tuba baix, per la distinció de la tuba contrabaix.

## Funcions i propietats
L'embocadura de les tubes té forma de copa. Dins les dificultats que presenten els instruments de metall en l'emissió del so, les tubes potser són els que ho fan amb més facilitat. És un fet que els proporciona una agilitat superior a la d'altres instruments de la família que en certa manera compensa la gran quantitat d'aire que requereixen.
La tuba és un instrument que incorpora pistons i a causa del seu volum es toca assegut. Les seves característiques, en part coincidents amb les trompes, relacionen l'origen comú d'ambdós grups d'instruments. Tant les trompes com les tubes constitueixen al llarg de la història un conjunt d'instruments molt variat.

## Història
No obstant això la tuba, tal com la coneixem actualment, va ser un instrument creat cap a mitjans del segle xix com a baix de la família dels metalls. La construcció del tipus original, de G. Moritz de Berlín (1835), el 12 de setembre de té sis pistons en compte dels quatre pistons de les tubes modernes.
Va ser fruit tant dels avenços industrials i tècnics pel que fa a la construcció d'instruments, com a les necessitats que imposaven les noves tendències i gustos musicals.
L'addició de vàlvules va permetre tocar greument en la sèrie harmònica de l'instrument i encara tenir una selecció completa de notes. Abans de la invenció de les vàlvules, els instruments de metall es limitaven a les notes de la sèrie harmònica i, per tant, generalment es tocaven molt aguts respecte a la seva tonalitat fonamental. Els harmònics que comencen tres octaves per sobre del to fonamental estan aproximadament un pas sencer de diferència, cosa que permet una varietat útil de notes.
El figle utilitzava una boquilla d'instrument de metall en forma de bol, però tenia claus i forats de to similars als d'un saxòfon modern. Una altra precursora de la tuba, la serp, va ser un instrument greu amb una forma ondulada per fer que els forats de to fossin accessibles a l'intèrpret. Els forats de to canvien el to proporcionant una fuita intencionada a la corneta de l'instrument, però aquest sistema té un efecte pronunciat sobre el timbre. Si utilitzava vàlvules, la tuba podia produir un to més suau, cosa que va conduir a la seva popularitat. Les tubes van ser utilitzades principalment per compositors francesos, especialment per Héctor Berlioz, que va utilitzar famosament l'oficlèide en les seves composicions Simfonia fantàstica i Benvenuto Cellini. Aquestes peces ara s'interpreten normalment amb tuba en Fa o CC.
Adolphe Sax, com Wieprecht, estava interessat en comercialitzar famílies d'instruments que anaven des del soprano fins al baix, i va desenvolupar una sèrie d'instruments de metall coneguts com a saxhorns. Els instruments desenvolupats per Sax generalment estaven afinats en Mi ♭ i Si ♭, mentre que la basstuba de Wieprecht i la posterior tuba de contrabaix Červený estaven afinades en Fa i Do (vegeu més avall els sistemes d'afinació). Els instruments de Sax van guanyar domini a França, i més tard a Gran Bretanya i Amèrica, com a resultat dels moviments de fabricants d'instruments populars com Gustave Auguste Besson (que es va traslladar de França a Gran Bretanya) i Henry Distin (que finalment va arribar a Amèrica).
El cimbasso també es veu en lloc d'una tuba en el repertori orquestral. La paraula italiana cimbasso, que va aparèixer per primera vegada a principis del segle xix, es creu que és una contracció utilitzada pels músics del terme corno basso o corno di basso (lit. ‘bass horn’), de vegades apareixent a les partitures com a c. basso o c. in basso. El disseny original es va inspirar en l'oficlèide i el fagot. El cimbasso s'utilitza de vegades en interpretacions històricament precises i es sol anomenar a les bandes sonores de pel·lícules i videojocs.

## Paper
Una orquestra normalment té una sola tuba, tot i que es pot demanar una tuba addicional. Serveix com a baix de la secció de metalls orquestral i pot reforçar les veus greus de les cordes i els instruments de vent fusta. Proporciona el baix dels quintets i cors de metall (tot i que molts conjunts petits de metall utilitzen el bombardino o el trombó baix com a veu més greu). És el principal instrument greu en bandes de concerts, bandes de música americana i bandes militars, i aquests conjunts generalment tenen de dues a quatre tubes. També és un instrument solista.
La funció de les tubes a l'orquestra sovint es reserva a fer de baix dels trombons, essent un instrument poc utilitzat com a solista. També és durant el segle xix que es construeixen els sausofons, instruments de la mateixa sonoritat i tècnica que les tubes, però pensats per a ser tocats bàsicament en bandes. D'aquest motiu el seu cos envolta el del músic, que així pot tocar dret o bé caminant.
Les tubes s'utilitzen en bandes de música, cossos de tambors i cornetes i en moltes bandes de jazz (vegeu més avall). A les bandes de música d'estil britànic, s'utilitzen dues tubes de Mi ♭ i dues de Si ♭, que s'anomenen baixos.
Algunes dels papers més coneguts i influents de la tuba són:
- Modest Mússorgski (orq. Ravel): Quadres d'una exposició – Bydło, Nit a la muntanya calba
- Richard Strauss: Així parlà Zarathustra, Simfonia alpina, Till Eulenspiegel, Una vida d'heroi
- Xostakóvitx: Totes les simfonies, excepte la Catorzena
- Stravinski: La consagració de la primavera, de Petruixka
- Edgard Varèse: Deserts
- Richard Wagner: Die Meistersinger von Nürnberg, Lohengrin, La cavalcada de les valquíries, Obertura de Faust
- Serguei Prokófiev: Cinquena Simfonia, Romeu i Julieta
- George Gershwin: Un americà a París
- Silvestre Revueltas: Sensemayá, La noche de los mayas, Homenaje a Federico García Lorca
- Gustav Holst: Els planetes
- Gustav Mahler: Simfonies núm. 1, 2, 5, 6 i 8
- Ottorino Respighi: Fonts de Roma, Pins de Roma
- Hector Berlioz: Symphonie fantastique, March hongaresa
- Paul Hindemith: Metamorfosi simfònica
- Johannes Brahms: Simfonia núm. 2
- Anton Bruckner: Simfonies núm. 4, 7 i 8

Molts compositors notables han escrit concerts per a tuba, com ara Ralph Vaughan Williams (Concert per a tuba), Edward Gregson, John Williams, Alexander Arutiunian, Eric Ewazen, James Barnes, Joseph Hallman, Martin Ellerby, Philip Sparke, Kalevi Aho, Josef Tal, Bruce Broughton (Concert per a tuba), John Golland, Roger Steptoe, David Carlson, Jennifer Higdon (Concert per a tuba) i Marcus Paus (Tuba Mirum).
Cal mencionar també la tuba wagneriana, una mena de tuba-trompa (també se la coneix per aquest nom), construïda expressament en el mateix segle xix per a la Tetralogia de Wagner. És un instrument amb embocadura de trompa que també incorpora vàlvules giratòries i té una sonoritat més solemne que la tuba orquestral.

## Tipus i construcció

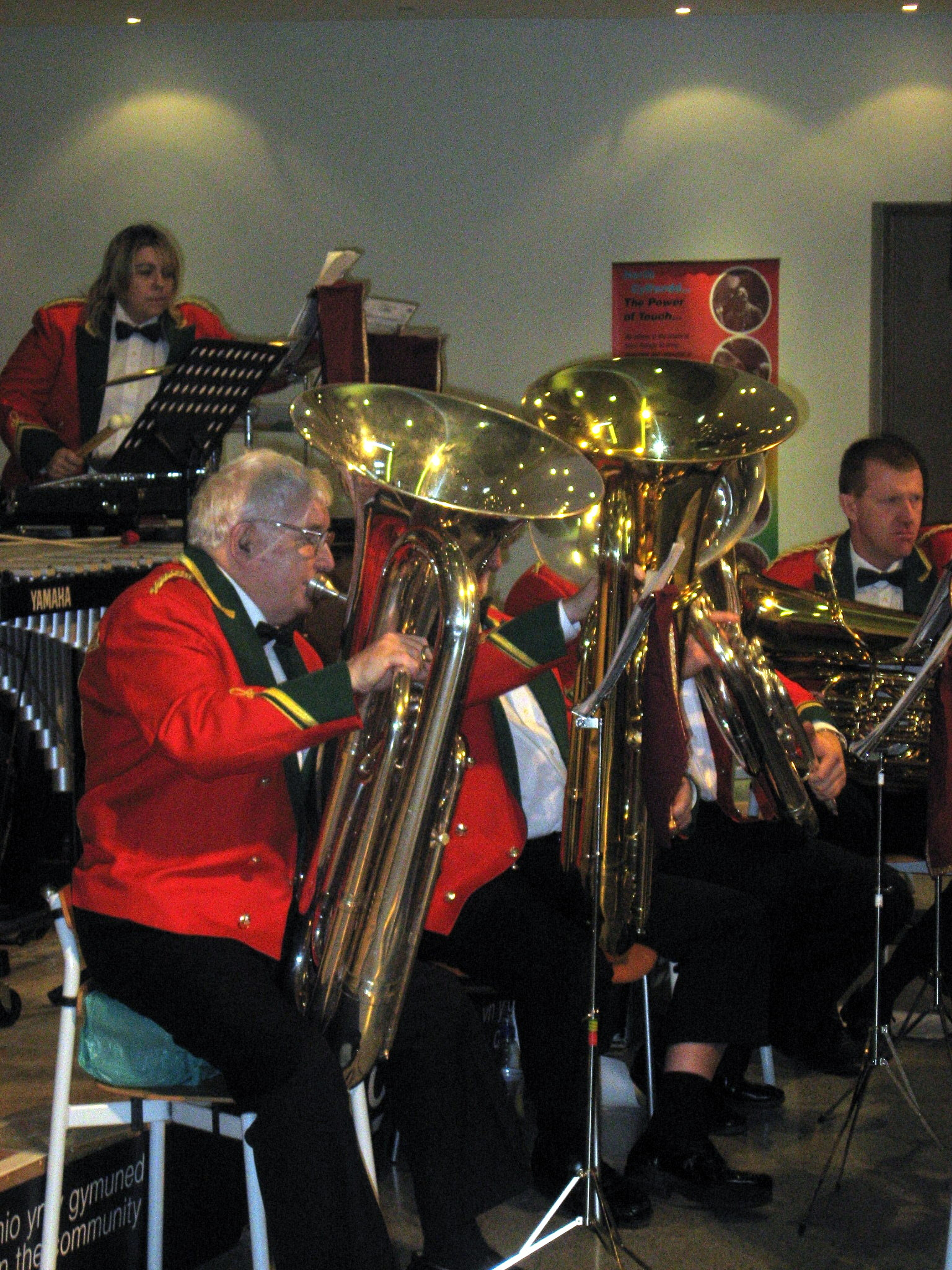
Secció de tubes (coneguda com a secció de baixos) en una banda de música d'estil britànic, que consta de dues tubes en Mi ♭ i dues en Si ♭

Les tubes es troben en diverses tonalitats, més comunament en Fa, Mi ♭, Do o Si ♭. La tonalitat d'una tuba depèn de l'afinació fonamental de l'instrument, o nota fonamental de la sèrie d’harmònims (també anomenats parcials) disponibles sense que es premin cap vàlvula. Les tubes en diferents tonalitats utilitzen tubs de diferents longituds. El tub principal d'una tuba en Si ♭ fa aproximadament 5,5 m de llarg, mentre que la d'una tuba en C fa 4,9 m, d'una tuba de Mi ♭ 4 m i d'una tuba en F 3,7 m. L'instrument té un forat cònic, és a dir, el diàmetre del forat augmenta en funció de la longitud del tub des de la boquilla fins a la campana. El forat cònic fa que l'instrument produeixi una preponderància d’harmònics d'ordre parell.
Una tuba amb el tub embolicat per col·locar l'instrument a la falda de l'intèrpret s'anomena normalment tuba de concert o simplement tuba. Les tubes amb la campana apuntant cap endavant (pavillon tournant) en comptes de cap amunt sovint s'anomenen tubes d'enregistrament a causa de la seva popularitat en els primers dies de la música enregistrada, ja que el seu so es podia dirigir més fàcilment al micròfon d'enregistrament. Quan s'embolica per envoltar el cos de bandes de cavalleria a cavall o marxant, es coneix tradicionalment com a helicó. El sousàfon modern, que rep el nom del mestre de banda estatunidenc John Philip Sousa, s'assembla a un helicó amb la campana apuntant cap amunt (en els models originals com el prototip de JW Pepper i els instruments de concert de Sousa) i després corbada per apuntar cap endavant (tal com van desenvolupar Conn i altres). Alguns avantpassats de la tuba, com el bombardó militar, tenien unes disposicions de vàlvules i forats inusuals en comparació amb les tubes modernes.
Durant la Guerra Civil Americana, la majoria de bandes de música van utilitzar una branca de la família dels instruments de metall coneguda com a saxhorns, que, segons els estàndards actuals, tenen una conicitat més estreta que la tuba, igual que les cornetes i els barítons veritables, però diferents de les trompetes, els bombardins i altres amb conicitats diferents o sense. Cap a l'inici de la Guerra Civil, els saxhorns fabricats per a ús militar als Estats Units s'embolicaven habitualment amb la campana apuntant cap enrere per sobre l'espatlla de l'intèrpret, i es coneixien com a saxhorns per sobre l'espatlla, i tenien mides des de cornetes fins a baixos de Mi ♭. Tanmateix, el baix en Mi ♭, tot i que compartia la mateixa longitud de tub que una tuba en Mi ♭ moderna, té un forat més estret i, per tant, no es pot anomenar tuba excepte per conveniència en comparar-lo amb altres mides de saxhorn.
La majoria de la música per a tuba està escrita en clau de fa en to de concert, per la qual cosa els intèrprets de tuba han de conèixer la digitació correcta per als seus instruments específics. Les parts tradicionals de banda de metall d'estil britànic per a la tuba solen escriure's en clau de sol, amb la tuba Si ♭ sonant dues octaves i un pas per sota i la tuba Mi ♭ sonant una octava i una sexta major per sota del to escrit. Això permet als músics canviar d'instrument sense aprendre noves digitacions per a la mateixa música escrita. En conseqüència, quan la seva música està escrita en clau de sol, la tuba és un instrument transpositor, però no quan la música està en clau de fa.
Les tubes més greus són les tubes de contrabaix, afinades en Do o Si ♭, anomenades tubes de CC i Si ♭ respectivament, basades en una distorsió tradicional d'una convenció de nomenament d'octaves ara obsoleta. El to fonamental d'una tuba CC és 32 Hz, i per a una tuba BB ♭, 29 Hz. La tuba CC s'utilitza com a instrument orquestral i de banda de concerts als Estats Units, però les tubes BB ♭ són la tuba de contrabaix preferida a les orquestres alemanyes, austríaques i russes. Als Estats Units, la tuba BB ♭ és la més comuna a les escoles (en gran part a causa de l'ús de sousàfons BB ♭ a les bandes de música dels instituts) i per a aficionats adults. Molts professionals dels Estats Units toquen tubes amb CC, i la BB ♭ també és habitual, i molts s'entrenen en l'ús dels quatre tons de les tubes.

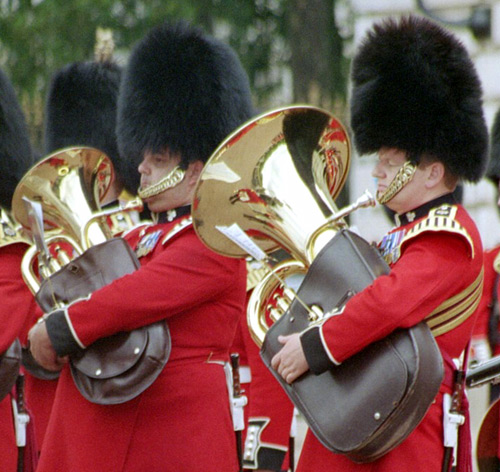
Comparació de bombardino (esquerra) i tuba (dreta)

Les següents tubes més petites són les tubes baixes, afinades en Fa o Mi ♭ (una quarta per sobre de les tubes contrabaix). La tuba en mi ♭ sovint toca una octava per sobre de les tubes de contrabaix a les bandes de música, i la tuba en fa és utilitzada habitualment pels intèrprets professionals com a instrument solista i, a Amèrica, per tocar parts més altes del repertori clàssic (o parts que van ser escrites originalment per a la tuba en fa, com és el cas de Berlioz). A la major part d'Europa, la tuba en Fa és l'instrument orquestral estàndard, complementada per la CC o la BB ♭ només quan es desitja un pes addicional. Wagner, per exemple, anota específicament les parts de tuba baixa per a la Kontrabasstuba, que es toquen en tubes CC o BB ♭ a la majoria de regions. Al Regne Unit, la Mi ♭ és la tuba orquestral estàndard.
L'eufoni de vegades s'anomena tuba tenor i té una afinació de Si ♭, una octava més alta que la tuba contrabaix Si ♭. El terme tuba tenor s'utilitza sovint més específicament per referir-se a les tubes amb vàlvules rotatives en Si ♭ afinades a la mateixa octava que els bombardins. La Petita Tuba Suïssa en Do és una tuba tenor afinada en Do, i proveïda de 6 vàlvules per fer possibles les notes més greus del repertori orquestral. La tuba francesa en do va ser l'instrument estàndard de les orquestres franceses fins que va ser superada per les tubes en fa i en do des de la Segona Guerra Mundial. Un exemple popular de l'ús de la tuba francesa en Do és el moviment Bydło en l'orquestració de Ravel de Quadres d'una exposició de Mussorgski, tot i que la resta de l'obra també està partiturada per a aquest instrument.

### Mida vs. to
A més de la longitud de l'instrument, que dicta el to fonamental, les tubes també varien en l'amplada total de les seccions de la tuba. Les mides de les tubes se solen indicar amb un sistema de quarts, amb 4⁄4 que designa una tuba normal de mida completa. Els instruments rotatius més grans es coneixen com a tubes kaiser i sovint coneixen com a 5⁄4. Les tubes de pistó més grans, en particular les que tenen acció frontal, de vegades es coneixen com a tubes de gran orquestra (exemples: la Conn 36J Orchestra Grand Bass dels anys 30 i el model actual Hirsbrunner HB-50 Grand Orchestral, que és una rèplica de les grans tubes York propietat de l'Orquestra Simfònica de Chicago). Les tubes de gran orquestra es descriuen generalment com a tubes 6⁄4. Els instruments més petits es poden descriure com a 3⁄4.

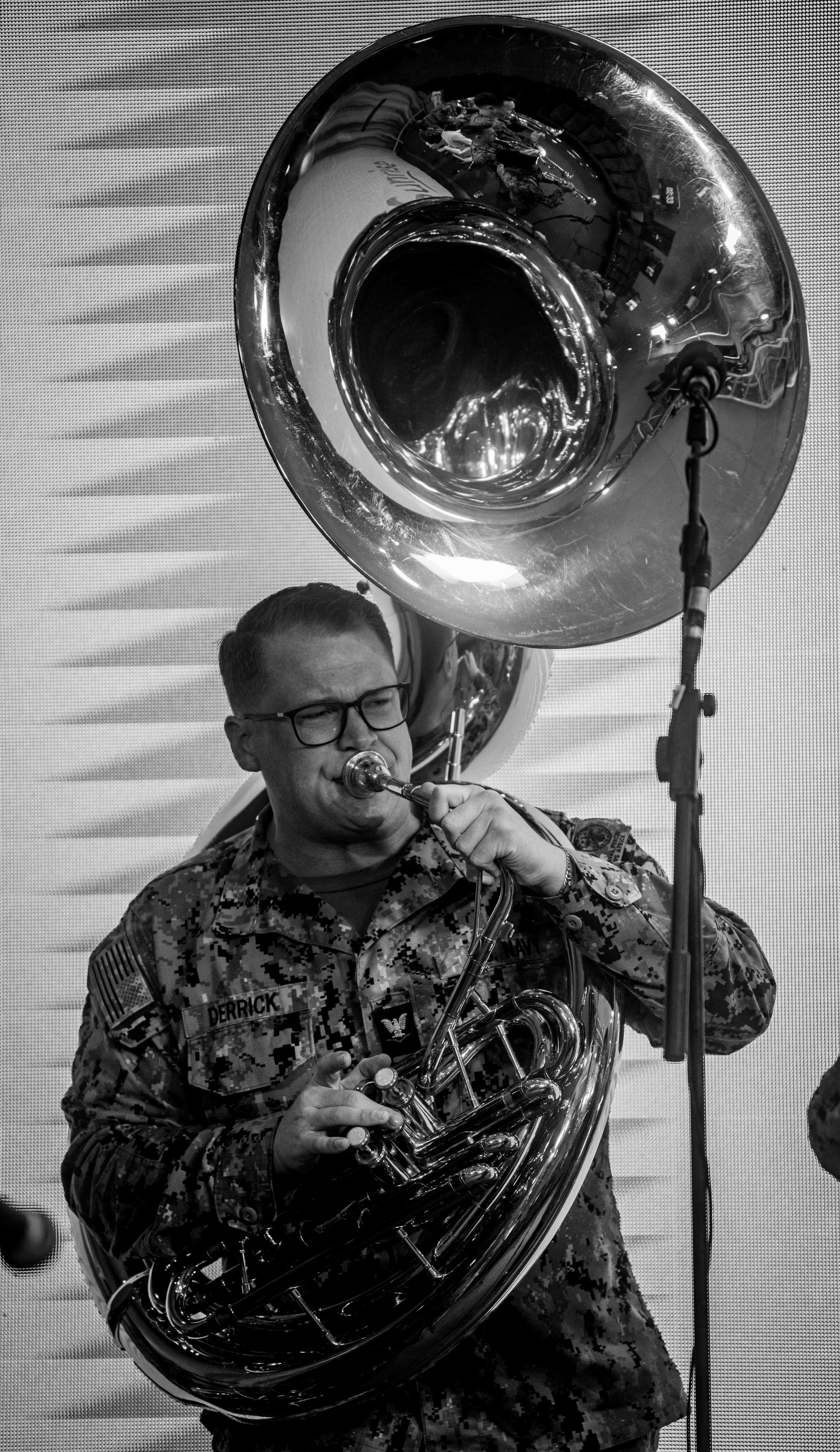
Nolan Derrick toca la tuba/sousàfon, mostrant una sèrie/model diferent de tuba/sousàfon

No existeixen estàndards per a aquestes designacions, i el seu ús depèn dels fabricants, que normalment les utilitzen per distingir entre els instruments de la seva pròpia línia de productes. La designació de la mida està relacionada amb les branques externes més grans i no amb el diàmetre del tub a les vàlvules, tot i que el diàmetre normalment s'indica a les especificacions de l'instrument. El sistema de quarts tampoc està directament relacionat amb la mida de la campana, tot i que normalment hi ha una correlació. Les de 3/4 són habituals a les escoles primàries americanes per a joves intèrprets de tuba per als quals un instrument de mida completa pot ser massa incòmode. Tot i que són més petites i lleugeres, estan afinades i clauejades de manera idèntica a les tubes de mida completa de la mateixa altura, tot i que normalment tenen 3 vàlvules en lloc de 4 o 5.

### Vàlvules
Les tubes es fabriquen amb vàlvules de pistó o rotatòries. Les vàlvules rotatòries, inventades per Joseph Riedl, es basen en un disseny inclòs a les patents originals de vàlvules de Friedrich Blühmel i Heinrich Stölzel el 1818. Červený de Graslitz va ser el primer a utilitzar vàlvules rotatòries autèntiques, a partir de les dècades de 1840 o 1850. Les vàlvules de pistó modernes van ser desenvolupades per François Périnet per a la família d'instruments de saxhorn promoguda per Adolphe Sax més o menys al mateix temps. Els pistons poden estar orientats cap a la part superior de l'instrument (acció superior) o cap a la part frontal de l'instrument (acció frontal o acció lateral).
Les vàlvules de pistó requereixen més manteniment que les vàlvules rotatòries: requereixen lubricació regular per mantenir-les en funcionament lliurement, mentre que les vàlvules rotatives estan segellades i poques vegades requereixen lubricació. Les vàlvules de pistó són fàcils de desmuntar i tornar a muntar, mentre que el desmuntatge i el muntatge de les vàlvules rotatòries és molt més difícil i generalment es deixa a personal qualificat en reparació d'instruments.
Les tubes generalment tenen de tres a sis vàlvules, tot i que existeixen algunes rares excepcions. Les tubes de tres vàlvules són generalment les menys cares i les utilitzen gairebé exclusivament aficionats, i el sousàfon (una versió de marxa d'una tuba BB ♭) sol tenir tres vàlvules. Entre els intèrprets avançats, les tubes de quatre i cinc vàlvules són, amb diferència, les opcions més comunes, mentre que les tubes de sis vàlvules són relativament rares, excepte entre les tubes en F, que majoritàriament tenen cinc o sis vàlvules.
Una cinquena i sisena vàlvules, si n'hi ha, s'utilitzen per proporcionar possibilitats alternatives de digitació per millorar l'entonació, i també s'utilitzen per arribar al registre greu de l'instrument, on totes les vàlvules s'utilitzaran en combinació per omplir la primera octava entre el to fonamental i la següent nota disponible al tub obert. Les cinquena i sisena vàlvules també donen al músic la capacitat de trinar amb més suavitat o d'utilitzar digitacions alternatives per facilitar la interpretació. Aquest tipus de tuba és la que més es troba a les orquestres i bandes de vent d'arreu del món.